# Jan Frederiksen
Jan Frederiksen (ur. 20 czerwca 1982 w Kopenhadze) – duński piłkarz występujący na pozycji obrońcy.

## Kariera klubowa
Frederiksen zawodową karierę rozpoczynał w klubie Lyngby BK. W Superligaen zadebiutował 13 czerwca 2001 roku w przegranym 0:2 meczu z Aalborgiem. W Lyngby grał do końca 2001 roku, zaliczając tam 8 ligowych spotkań.
W styczniu 2002 roku przeniósł się do Feyenoordu, ale natychmiast został wypożyczony do satelickiego klubu SBV Excelsior, grającego w Eerste Divisie. Pierwszy mecz w tych rozgrywkach zaliczył 15 lutego przeciwko VVV Venlo (6:1). W sezonie 2001/2002 wywalczył z klubem awans do Eredivisie, w której zadebiutował 29 września w wygranym 3:0 pojedynku z RKC Waalwijk. W Excelsiorze grał przez rok, występując w trzech meczach ligowych.
W styczniu 2003 roku powrócił do Danii, gdzie podpisał kontrakt z FC Midtjylland. W lidze zadebiutował 16 marca w meczu z Esbjerg fB (2:0). Przez półtora sezonu wystąpił tam w 12 ligowych pojedynkach. Latem 2004 roku odszedł do innego zespołu duńskiej Superligi, Herfølge BK. W sezonie 2004/2005 zajął z nim 11. miejsce w lidze i spadł do 1. division. W Herfølge grał jeszcze przez półtora roku.
Na początku 2007 roku podpisał kontrakt z klubem Superligaen, Randers FC. Pierwszy ligowy występ w jego barwach zanotował 5 kwietnia w meczu przeciwko FC Nordsjælland (1:6). Od początku gry w Randers, Frederiksen był tam podstawowym graczem. 22 lipca w wygranym 3:0 spotkaniu z Lyngby, zdobył pierwszą w karierze bramkę w Superlidze duńskiej.
1 lipca 2009 roku na zasadzie wolnego transferu przeszedł do Brøndby IF, gdzie spędził trzy sezony. 8 sierpnia 2012 roku podpisał roczny kontrakt z Wisłą Kraków, po wcześniejszym odbyciu testów w krakowskim klubie.
W 2013 roku grał w Vejle Boldklub Kolding, a następnie przeszedł do Akademisk BK.
W styczniu 2014 roku zakończył karierę piłkarską.

## Kariera reprezentacyjna
Frederiksen ma na swoim koncie występy w reprezentacjach Danii U-19, U-20 oraz U-21.